# Angel Links
Angel Links (星方天使エンジェルリンクス Seihō Tenshi Enjeru Rinkusu, lit. "Angels of the Stars: Angel Links") là một phim hoạt hình bộ phim truyền hình được sản xuất bởi Sunrise.